# Iroise (zone)
Pour les articles homonymes, voir Iroise.
La zone Iroise est une zone de météorologie marine des bulletins larges de Météo-France située le long des côtes françaises de l'Atlantique. Elle s'étend de 48°27'N à 47°30'N et de 6°W jusqu'au rivage. Elle est bordée par les zones de :
- Ouessant au nord
- Pazenn à l'ouest
- Yeu au sud

Elle doit son nom à la Mer d'Iroise qui se situe dans sa partie nord.